# Emanuela de Paula
Pour les articles homonymes, voir Paula.
Emanuela de Paula, née le 25 avril 1989 à Cabo de Santo Agostinho, est un mannequin brésilien, égérie de la marque Next en 2009 et de Victoria's Secret en 2010.
Elle a été classée 11e parmi les top models les mieux payés par le magazine Forbes en 2009.

## Biographie
Emanuela de Paula est la fille d’un employé afro-brésilien d'une station radio et d’une mère brésilienne d'origine néerlandaise. Elle avait déclaré : « Mon père est noir, ma mère est blanche avec des yeux verts. Je suis ce que l'on peut appeler une métisse ». Elle a été découverte lorsqu'elle faisait du shopping à Recife, les organisateurs de la semaine de la mode de São Paulo lui proposent alors d'être mannequin. Elle s'installe ensuite à New York où elle pose sous l'objectif des photographes Craig McDean, Isaac Mizrahi, Mert and Marcus et Patrick Demarchelier.
Avec l’agence Way Models, elle défile pour des marques de mode telles que Diane von Fürstenberg, Kenneth Cole (en), Lacoste, Tommy Hilfiger. Elle apparaît également dans les magazines : Allure, Marie Claire, Vogue, WWD ; et participe aux campagnes publicitaires de DKNY, Gap Body, Hush Puppies, MAC Cosmetics, Séphora, Tommy Hilfiger, Topshop et Victoria's Secret.